# 无锡市第六高级中学
31°32′27.9″N 120°18′48.5″E / 31.541083°N 120.313472°E
无锡市第六高级中学位于中国江苏省无锡市京杭大运河之畔，前身为创办于1941年的“念春小学”，现为江苏省四星级高级中学。

## 交通方式
位于江苏省无锡市梁溪区无锡市沁园新村146号，运河东路旁。
公交线路：5、13、23、24、29、31、36、38、56、57、70、72、75、77、81、91、103、117、118路均可到达
地铁：无锡地铁1号线至人民医院站可到达

## 获得荣誉
- 江苏省大中专学生志愿者暑期三下乡社会实践活动先进团队
- 江苏省平安学校
- 江苏省现代化教育示范学校
- 江苏省第一批园林绿色学校
- 江苏省环境教育试点学校
- 十九届中国儿童青少年威盛中国芯计算机表演赛无锡赛区高中组团体一等奖
- 鲁迅青少年文学奖江苏赛区优秀组织奖
- 无锡市文明单位
- 无锡市安全稳定先进学校
- 无锡市招飞先进单位
- 无锡市五四红旗团委
- 无锡市绿色网吧
- 无锡市敬老先进学校
- 无锡市冬锻先进学校
- 无锡市德育先进学校
- 无锡市第二批语言文字规范示范校
- 无锡市平安校园
- 德育创新举措奖
- 无锡市志愿者先进集体
- 无锡市实验教学标准化学校
- 假日新视野优秀组织单位
- 办学业绩突出奖
- 办学绩效突出奖
- 办学业绩单项奖
- 无锡市属学校体育运动会高中女子组第一名
- 无锡市文明单位
- 优秀学生社团
- 全国青少年版权保护知识竞赛活动组织奖
- 六中支部委员会被授予先进基层组织
- 学校成蹊话剧社被评为无锡市优秀学生社团
- 无锡市红十字会救护演练学生组获优胜奖，教师组获优秀奖

## 友好学校
- 2016年4月18日 与丹麦NEXT中学结成友好学校[4]
- 2015年5月19日 与青海师范大学附属中学结成友好学校[5]
- 与德国施泰英中学结成友好学校[6]
- 与拉萨二高结成友好学校[6]